# James D. Davis
Pour les articles homonymes, voir Davis et James Davis.
James D. Davis né le 18 avril 1889 à Crawford (Nebraska) et mort le 10 août 1944 à Los Angeles, est un réalisateur et scénariste américain du cinéma muet.

## Filmographie partielle

### Comme réalisateur
- 1922 : Shine 'em Up!
- 1923 : Lightning Love (coréalisation avec Larry Semon)
- 1923 : Horseshoes (en) (coréalisation avec Larry Semon)

### Comme scénariste
- 1923 : Lightning Love de lui-même et Larry Semon
- 1923 : Horseshoes (en) de lui-même et Larry Semon